# 佐毘売山神社
佐毘売山神社（さひめやまじんじゃ）は、島根県益田市にある神社である。式内社で、旧社格は村社。石見銀山（大田市）にある佐毘売山神社は当社の分社である。

## 祭神
金山彦命・金山姫命を主祭神とし、埴山姫命・大山祇命・木花咲耶姫命を相殿に、闇靇神・廣國押武金日天皇（安閑天皇）を別殿に祀る。

## 歴史
創建の由緒は不詳である。当初は比礼振山（佐毘売山）の山頂に鎮座し、金山姫・埴山姫・木花咲耶姫の三柱の女神を祀り「姫山神社」と称していた。「佐毘売山」は姫山に接頭語「さ」がついたものである。寛平5年（893年）、美濃国南宮大社より鉱山の神・金山彦命を勧請し、さらに山の神・大山祇命も祀って「五社大権現」とも称した。延喜式神名帳に「石見国美濃郡 佐毘賣山神社」と記載され、小社に列している。
貞治4年（1365年）、一帯に旱魃が起こり、比礼振山で雨乞いをしたところ雨が降ったことから、大和国吉野山から水の神・闇靇神と蔵王権現を合祀し、以降は「蔵王大権現」とも称されるようになった。
文安3年（1446年）、山頂から山の中腹に遷座、さらに万治3年（1660年）に現社地へ遷座した。
寛政3年（1791年）、延喜式神名帳記載の現在の社名に改称した。明治の神仏分離により祭神の蔵王権現は、蔵王権現が本地仏とされていた廣國押武金日天皇に改められ、明治5年、村社に列格した。